# Alex Bellemare
Alex Bellemare (Shawinigan-Sud, 12 de marzo de 1993) es un deportista canadiense que compitió en esquí acrobático, especialista en la prueba de slopestyle. Consiguió una medalla de bronce en los X Games de Invierno.

## Medallero internacional
| \| X Games de Invierno \| X Games de Invierno \| X Games de Invierno \| X Games de Invierno \| \| Año \| Lugar \| Medalla \| Prueba \| \| ------------------- \| ---------------------- \| ------------------- \| ------------------- \| \| 2015 \| Aspen (Estados Unidos) \| Medalla de bronce \| Slopestyle \| |                        |                   |            |
| X Games de Invierno |                        |                   |            |
| Año | Lugar                  | Medalla           | Prueba     |
| 2015 | Aspen (Estados Unidos) | Medalla de bronce | Slopestyle |